# Ренийская городская община
Ренийская городская общи́на (укр. Ренійська міська громада) — территориальная община в Измаильском районе Одесской области Украины.
Административный центр — город Рени. Община создана в рамках административно-территориальной реформы путем объединения семи сельских и одного городского совета.
Первые выборы состоялись 25 октября 2020 года.
Население составляет 36 117 человека. Площадь — 840,1 км². Среди населённых пунктов есть и молдавские (Долинское, Лиманское, Новосельское, Орловка, Плавни), и болгарские (Нагорное), и гагаузские (Котловина) сёла.

## Населённые пункты
В состав общины входят один город и 7 сел:
город:
- Рени

сёла:
- Долинское
- Котловина
- Лиманское
- Нагорное
- Новосельское
- Орловка
- Плавни